# アレクセイ・レオーノフ
アレクセイ・アルヒポヴィチ・レオーノフ（ロシア語: Алексе́й Архи́пович Лео́нов, ラテン文字転写: Alexey Arkhipovich Leonov, 1934年5月30日 - 2019年10月11日）は、ソビエト連邦の軍人、宇宙飛行士。1965年に世界で初めて宇宙遊泳を行った。

## 略歴
レオーノフは、ソビエト連邦において、1960年にユーリイ・ガガーリンらとともに最初の宇宙飛行士として空軍から選抜された20人のうちの一人であった。
1965年3月18日7時UTCにボスホート2号に搭乗し、パベル・ベリャーエフ大佐とともにバイコヌール宇宙基地から打ち上げられた。UTC18日8時34分より約10分間、宇宙遊泳を行った。ボスホート2号は3月19日に帰還している。このとき、宇宙服（ベルクート宇宙服）内の気圧が上がりすぎ、服全体が膨張し、手を握ることも出来ず、エアロックを通って船内に戻ることが出来なくなったため、与圧バルブを開いて空気を逃がして漸く事なきを得た。この事実は当時は発表されることはなかった（なお、ドキュメンタリードラマ「宇宙へ ～冷戦と二人の天才～」では、ここでセルゲイ・コロリョフの指示があったと描写されているが、実際にはレオーノフの独断であった。このことはレオーノフが自著「アポロとソユーズ」に書いている）。
1968年からはソビエトの月接近飛行計画及び月着陸飛行計画のメンバーに選抜されている。しかし、宇宙船の開発の遅延とアメリカ合衆国のアポロ計画の成功により、これらの計画はキャンセルされた。
1971年に打ち上げられたソユーズ11号は当初、レオーノフを船長として、ワレリー・クバソフ、ピョートル・コロディンを加えた3人が搭乗し、サリュート1号へ向かう予定であったが、打ち上げの4日前に行われたX線検査でクバソフが結核に感染していることが発見され、規定によりバックアップ・クルーの3人と交代する事となった。しかし、ソユーズ11号は地上へ帰還する際、帰還モジュールに装備されていたバルブの欠陥による空気漏れ事故が発生し、交代したクルー3人が全員死亡するという悲劇に見舞われた。レオーノフは、問題のバルブがしばしば誤作動を起こしていたことを認識しており、突入前の宇宙船との交信で、自動ではなく手動でバルブを操作するようにとアドバイスしていた。しかし、結局クルーは自動でバルブを動作させ、死亡事故に至った。彼は、自分がソユーズ11号に乗っていれば事故は起こらなかったと自責の念にかられたという。
1975年にはソユーズ19号に搭乗し、アポロ18号とのドッキング（アポロ・ソユーズテスト計画）を行っている。
1976年以降は宇宙飛行士の育成にあたり、1991年に引退している。
宇宙開発の任務に携わっていた時期から、趣味として宇宙などを題材とした絵画を描いている。また数度の来日経験がある。1980年に放映された日本の教育テレビスペシャル「人間は何を作ってきたか 交通博物館の世界」では、「ロケット」の回で、ロシア～ソ連のロケット開発の歴史を紹介するホスト役として、ソ連国内でのビデオ収録で出演した。この当時はソ連の有人月旅行計画は公にされていなかったため、番組中では「ソ連は有人の月探査を考えていなかった」という事実とは異なる（当時のソ連の公式の）説明をおこなっている。
大変気さくな人柄で、2003年日本では初めて開催された『第18回世界宇宙飛行士会議』のトークセッションでは、通訳を介することを忘れるほど熱意をこめて宇宙への思いを話していた。また、世界宇宙飛行士会議の会場となった東京の日本科学未来館には、展示されている自らの写真にロシア語とともに日本語のカタカナで「レオノフ」とサインを残している。
2019年10月11日、モスクワの病院で死去。85歳没。

## フィクションの中の「アレクセイ・レオーノフ」
映画・小説『2001年宇宙の旅』の続編として作られた小説『2010年宇宙の旅』（映画化されたタイトルは『2010年』）では、前作で木星周回軌道上に放置された宇宙船「ディスカバリー号」の調査のために、アメリカ合衆国とソビエト連邦が、威信をかけた競争を繰り広げる。妥協の産物としてソビエト連邦は、アメリカ合衆国の調査チームを自国船に同乗させることに同意する。
このソビエト連邦の宇宙船の名は「アレクセイ・レオーノフ」であった。小説出版は1982年、映画公開（アメリカ）は1984年で、レオーノフは「未来に、国家の威信をかけた宇宙船に献名されてもおかしくない」ほどに高名な宇宙飛行士であった。
著者、アーサー・C・クラークは執筆中の1981年、ソ連の閉鎖都市に滞在許可を得てまで出向いてレオーノフと会い、次の小説の宇宙船に貴方の名前を使いたいと了承を求めた。レオーノフ自身も「それはきっといい船だ！」と快諾した、というエピソードをクラークは『3001年終局への旅』の後書きで記している。

## 著書
- 『アポロとソユーズ』（ソニーマガジンズ、2005年5月) － 米国の宇宙飛行士デイヴィッド・スコットとの共著